# Cobertura mediática de la crisis política en Perú de 2021-presente

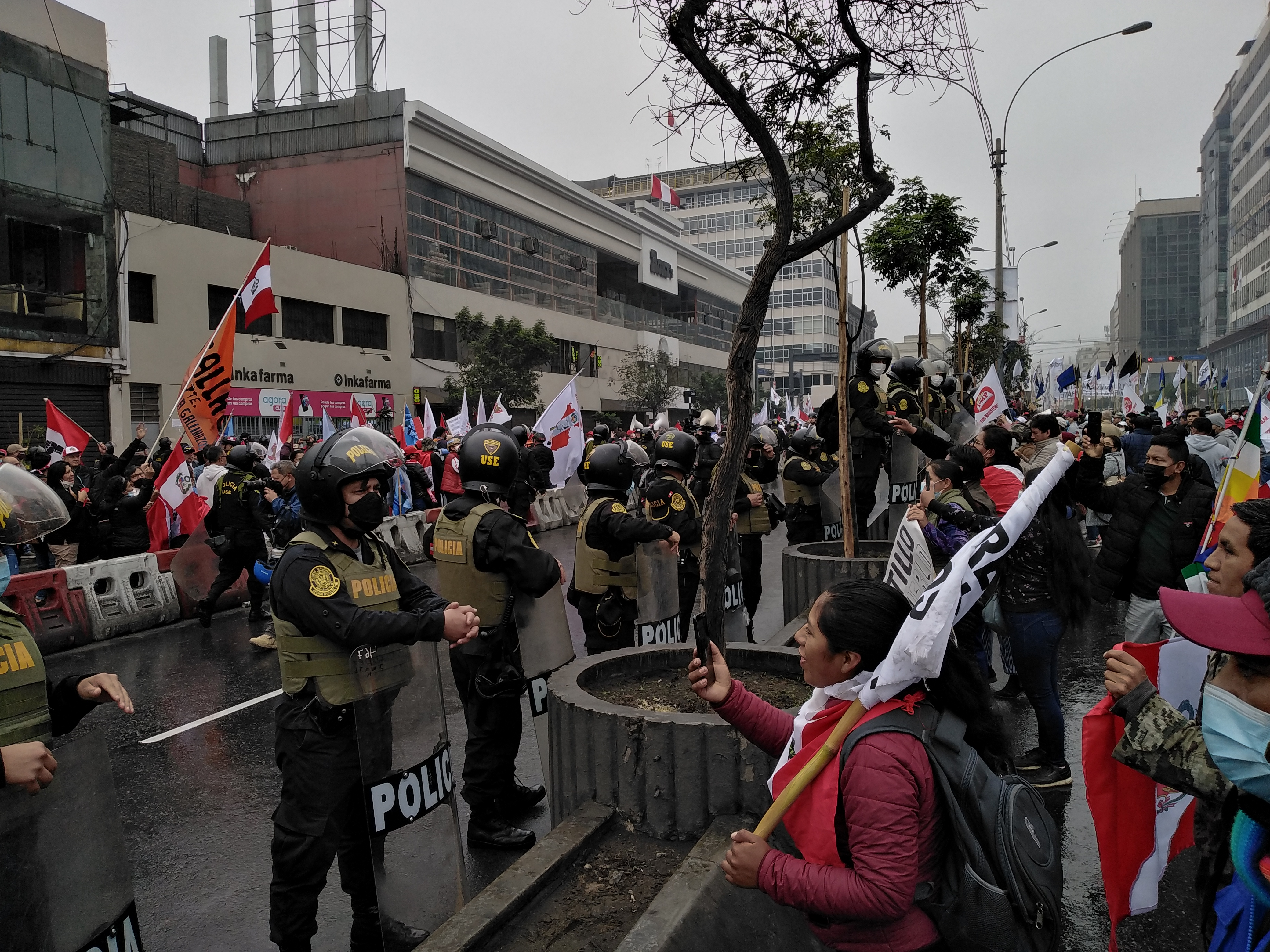
Dos grupos de manifestantes a favor y en contra del gobierno de Pedro Castillo durante las celebraciones de Fiestas Patrias en 2022.

La cobertura mediática de la crisis política en Perú de 2021-presente aborda cómo la prensa limeña, regional y extranjera ha informado sobre acontecimientos como las elecciones generales, los mandatos presidenciales y la convulsión social. La prensa ha influido notablemente en la opinión pública y ha sido objeto de constantes debates sobre su imparcialidad y rigor informativo.
La crisis se inició con las elecciones generales de 2021. Los principales medios de comunicación presentaron a los candidatos presidenciales de manera polarizada: a Keiko Fujimori se la presentó como una defensora del modelo económico y el anticomunismo, mientras que a Pedro Castillo se le presentó como un representante de los sectores populares y rurales críticos con la élite política tradicional.
Informes de especialistas (como el Centro Nacional de Planeamiento Estratégico) señalan que los principales medios, también llamados los tradicionales, están radicados en Lima, están en manos de grandes empresarios y suelen apoyar a candidatos afines a la ideología conservadora como Keiko Fujimori y Rafael López Aliaga, a través de medios como Willax TV y el Grupo El Comercio. Por otro lado, los medios digitales, como el pódcast La Encerrona, fueron creados por antiguos miembros de los medios tradicionales y ofrecieron una perspectiva disidente sobre los acontecimientos.
Durante el gobierno de Castillo, la relación con la prensa se tornó hostil. La prensa limeña realizó investigaciones, pero fue acusada de ejercer un estigma social contra sus seguidores. La prensa alternativa destacaba los logros de Castillo y visibilizaba las demandas del pueblo, pero se les acusó de tener un enfoque propagandístico.
Los medios de comunicación tradicionales no consiguieron ganar la confianza del público. Posteriormente, tras la destitución de Castillo, la cobertura de los medios sobre las protestas sociales y las muertes ocurridas durante el gobierno de Dina Boluarte también recibió críticas por presuntos sesgos y falta de profundidad. En este contexto, Zuliana Laínez, directora de la Asociación Nacional de Periodistas, lamentó que los medios regionales e independientes no recibieran mayor reconocimiento por su aporte informativo, a pesar de su destacada labor desde la crisis sanitaria de 2020.

## Contexto
Los medios de comunicación locales y nacionales cubrieron el proceso electoral de 2021, antes de que se desatara la crisis política de ese año. En este proceso electoral aparecieron dos candidatos relevantes: Pedro Castillo (del partido político de izquierda Perú Libre) y Keiko Fujimori (del partido político de derecha Fuerza Popular). También apareció, en menor medida, Rafael López Aliaga (de Renovación Popular), quien tenía cierta afinidad con la candidata de Fuerza Popular.
En algunos medios de Lima, hubo una tendencia a dar más cobertura electoral a Keiko Fujimori que a Pedro Castillo, a quien relegaron en ocasiones. Esta preferencia se hizo evidente en los diarios El Comercio, La República y Expreso.  El reportero de Sudaca, Paolo Benza, y la Misión de Expertos Electorales de la Unión Europea expresaron su preocupación por la falta de preparación periodística para cubrir a candidatos que no fueran Fujimori. Benza argumentó que los periodistas de la prensa tradicional se habrían alineado con las directivas de sus empresas.
Este sesgo mediático no fue un hecho aislado. El periodista de Reuters Marcelo Rochabrún señaló que una dinámica similar ya se había observado en las elecciones de 2011, cuando Keiko Fujimori se enfrentó al candidato de izquierda Ollanta Humala. En ese periodo, la relación entre los intereses empresariales y la política también fue objeto de escrutinio, como se evidenciaría más tarde en el caso Cócteles. Rafael Vela afirmó que la presunta contraprestación por los aportes financieros a la campaña fujimorista se manifestaba «incluso en la presencia en los medios de comunicación y hasta en las líneas editoriales de determinados medios de comunicación».
Un punto relevante en la década de 2020 es el consumo de la ciudadanía en los portales digitales. El Centro Nacional de Planeamiento Estratégico (Ceplan) creía que los medios de comunicación tradicionales, como en otros países, buscaban «controlar el flujo de noticias y restringir la diversidad de opiniones presentadas al público». Se sabe que los ciudadanos, especialmente los del sur del país, veían que la principal prensa limeña apoyaba a Keiko Fujimori. En la segunda vuelta, este apoyo se hizo más patente. Si bien los diarios limeños El Comercio y La República dieron el salto a internet, surgieron nuevas formas de comunicación en las redes sociales. Posteriormente, en 2024, el Instituto Reuters informó de que el porcentaje de personas que usan las redes sociales como fuente de noticias había aumentado hasta alcanzar el 81 %, superando a la radio y la televisión.
Se considera que la crisis sanitaria provocada por la pandemia de COVID-19 en 2020 agilizó la desinformación en el país. La desinformación fracturó a la sociedad debido a la falta de políticas públicas y provocó una polarización de la población durante las elecciones de 2021. Según Statista, Perú fue el segundo país con mayor consumo de información falsa o engañosa a nivel mundial, con un 87 % de la población.
Flor Muñoz, decana del Colegio de Periodistas de Arequipa, atribuyó el consumo masivo a portales digitales a la insatisfacción de Castillo con los medios de comunicación tradicionales. Dicho descontento se basó en la idea de que el gobierno de Alberto Fujimori había conseguido cambiar la línea editorial para beneficiarse políticamente. La decana del colegio también destacó el papel emergente de los medios digitales, que ganaron relevancia durante la pandemia de COVID-19, al mismo tiempo que aumentaban las fuentes informativas «informales», es decir, de personas no acreditadas en el mundo de la comunicación.
Patricia Zárate, jefa de estudios de opinión del Instituto de Estudios Peruanos, enfatizó la importancia de las redes sociales frente a los medios limeños y compartió la idea de que estos afectaron a su reputación en lo que respecta a los sucesos políticos de otras regiones peruanas. Carlos Jornet, presidente de la Comisión Local de la Sociedad Interamericana de Prensa, dijo que la gente que desconfía de la prensa tradicional todavía es capaz de distinguir qué contenido es falso en las redes sociales.
Para combatir la desinformación y garantizar una cobertura fiable, varios medios han establecido diversos mecanismos. Los medios digitales Ojo Público y Salud con lupa establecieron un filtro para garantizar una cobertura neutral de los sucesos. Adicionalmente, Ojo Público implementó su sistema de revisión independiente. Rodrigo Salazar Zimmermann, presidente del Consejo de la Prensa Peruana, señaló que los medios impresos y plataformas digitales como La Encerrona participaron en la iniciativa PerúCheck, para alertar sobre información engañosa durante las campañas electorales. Las iniciativas de verificación de hechos fueron tan significativas que el comunicador Pedro Rivas Ugaz, responsable de identificar noticias falsas en redes sociales para la Oficina Nacional de Procesos Electorales, pidió a quienes respaldaron a la institución apoyar el periodismo independiente.
La desinformación entre los medios tradicionales y alternativos durante las elecciones se consolidó con la llegada de Pedro Castillo al poder y continuó incluso después de su dimisión como presidente, cuando fue reemplazado por Dina Boluarte. El periodista Eloy Marchán señaló que, tras el intento de autogolpe de Estado, suposiciones como «no hay una dictadura parlamentaria» o «hubo fraude en la elección de Pedro Castillo como presidente» se volvieron recurrentes en el imaginario de quienes apoyan a un bando u otro.
Durante el gobierno de Dina Boluarte, en 2024, la Asociación Pro Derechos Humanos alertó de que los medios de derecha política suelen compartir informaciones dirigidas a «contar una versión distorsionada de la historia reciente del país», cuya versión, según la asociación, «tiene un enfoque ideológico ultraconservador, antidemocrático y antiderechos». Al año siguiente, en plena crisis de seguridad, Jacqueline Fowks denunció la existencia de una campaña de desprestigio contra magistrados independientes, en la que, según dijo, «el Ejecutivo (de Dina Boluarte), el Congreso y los medios de comunicación afines repiten que la policía detiene a delincuentes, pero los fiscales y jueces los liberan».
En 2025, Perú bajó 53 puestos en la Clasificación Mundial de la Libertad de Prensa con respecto a 2022, situándose en el puesto 130. Entre los motivos de esta caída se encuentran aspectos políticos, sociales, económicos, del marco jurídico y de seguridad. Artur Romeu, director de la oficina de RSF para América Latina, advirtió que la ley de la APCI afectaría al modelo de sostenibilidad de los medios independientes con el fin de castigar a la prensa por sus editoriales críticas al Estado peruano.

### Prensa de Lima
En la campaña electoral presidencial de 2021, algunos medios escritos y televisivos de Lima, como Willax TV y El Comercio, adoptaron una postura crítica contra el candidato Pedro Castillo y su partido, Perú Libre. Algunos fueron acusados de recurrir al terruqueo.  Esta postura contribuyó a la confrontación política entre Castillo y su oponente, Keiko Fujimori.

#### Imprenta
Según la información proporcionada por las agencias Reuters y Sputnik, el diario El Comercio, que a lo largo de su historia había tenido diferentes posturas ideológicas, había respaldado a Keiko Fujimori. En cuanto a las propuestas de Pedro Castillo, sus editoriales expresaron su preocupación por temas como la regulación de los medios de comunicación, la disolución del Tribunal Constitucional y la convocatoria de una asamblea constituyente para redactar una nueva constitución. El diario analizó a Castillo desde su primera aparición pública, en 2017, a partir del informe La infiltración del Movadef en algunas dirigencias del magisterio, de Carlos Basombrío. Después de los comicios, El Comercio adoptó una postura crítica hacia el presidente Castillo, mostrando dudas sobre los nombramientos de personas vinculadas a organizaciones subversivas.
La línea anticomunista fue aún más marcada en otros diarios. Trome, diario del Grupo El Comercio y que contó con el mayor tiraje del país, recurrió constantemente a comparaciones con la crisis política en Venezuela. La controversia en torno al diario escaló cuando uno de sus reporteros amenazó de muerte a Pedro Castillo, lo que obligó al director del grupo a desmentir que la empresa promoviera actos violentos. Perú 21 no solo alertó sobre una supuesta infiltración de Sendero Luminoso en la campaña electoral de Pedro Castillo, sino que, dirigido por Cecilia Valenzuela, habría ocultado una encuesta de Ipsos (dirigida por su esposo) para no perjudicar la candidatura de Keiko Fujimori.
En cuanto a espectros ajenos a la derecha, un estudio de 2023 por la revista Comunicación de la Universidad de Piura concluyó que La República (un diario que es operado por otra empresa, el Grupo La República Publicaciones), tras analizar editoriales entre mayo y junio del año 2021, fue diferente en el uso de palabras que el Grupo El Comercio. Según el estudio, el diario de tendencia progresista presentó a Keiko Fujimori como una «candidata» con «respaldo», mientras que a su contendor, Pedro Castillo, se le relacionó más intensamente con las palabras «económico», «comunismo» y «estabilidad». Este último fue el que el diario presentó a la audiencia como el candidato que traería «inestabilidad económica». Cabe señalar que, a diferencia del referido conglomerado, La República mostraba una ligera inclinación hacia la neutralidad en sus editoriales sobre los orígenes de Castillo.

#### Televisión
La cobertura televisiva, concentrada en Lima, mostró una clara inclinación hacia los candidatos de derechas. Según un exhaustivo estudio de Fernando Tuesta, en la primera vuelta el candidato con más exposición fue Rafael López Aliaga (23.8 horas), pero tras su derrota, el foco se trasladó masivamente a Keiko Fujimori, quien acumuló 15 horas de presencia en la segunda vuelta. Este desequilibrio fue aún más notorio en la cobertura a los simpatizantes: el fujimorismo recibió casi el doble de tiempo de pantalla (77.2 horas) que los seguidores de Pedro Castillo (40.5 horas).
Este sesgo no solo fue cuantitativo. Un estudio de Concortv concluyó que los principales noticieros —como América noticias (América Televisión), 24 horas (Panamericana Televisión) ATV noticias (ATV) y Latina noticias (Latina Televisión)— no cubrieron adecuadamente las propuestas y actividades de Castillo. La parcialidad continuó después de las elecciones, cuando la narrativa del «fraude electoral» dominó la agenda. Tuesta registró 98 horas dedicadas a este tema, casi por igual entre voces a favor y en contra de las denuncias, una controversia que fue impulsada especialmente por el canal Willax.
En televisión, aparte de los noticieros, pocos canales cuentan con programas dominicales. Estos programas son fundamentales para destapar casos de corrupción gracias a las normas de transparencia y acceso libre a la información gubernamental.

##### Willax Televisión
Willax TV se distinguió por su línea editorial de derecha radical, ofreciendo una plataforma abierta (similar a la de Expreso y La Razón) a candidatos como Rafael López Aliaga (apodado «Porky») y negándose a entrevistar a figuras de izquierda. El canal dedicó la totalidad de su programación política —desde los espacios matutinos y nocturnos conducidos por Phillip Butters (cuando Willax estaba afiliado con PBO Radio), Beto Ortiz y Milagros Leiva, hasta el programa dominical de Jaime Bayly (7x7)— a una campaña sistemática a favor de Keiko Fujimori y en contra de Pedro Castillo, a quien acusaban de querer instaurar un régimen similar al de Venezuela.
La postura del canal se extendió incluso a sus programas de entretenimiento. En Amor y fuego, los presentadores Gigi Mitre y Rodrigo González adoptaron una postura política explícita: criticaron a Castillo, lo retaron a responder a las acusaciones políticas con un polígrafo y le ofrecieron a Fujimori un espacio para dirigirse a los votantes jóvenes.
Tras las elecciones, Willax fue el principal impulsor mediático de las denuncias del supuesto fraude electoral. Sus periodistas más visibles, como Ortiz y Leiva, ejercieron presión pública sobre el Jurado Nacional de Elecciones, dedicando una cantidad significativa de tiempo al aire para difundir estas acusaciones, a diferencia de otros canales que no cubrieron la supuesta conspiración.

##### Plural TV
Los canales del Grupo Plural TV (América Televisión y su señal de noticias, Canal N), cuyo accionista mayoritario es el Grupo El Comercio (que controla el consorcio Grupo Plural TV), se convirtieron en un foco de controversia durante la segunda vuelta electoral. El punto de inflexión fue el despido de la directora periodística, Clara Elvira Ospina. Según denunció Gustavo Mohme, representante del Grupo La República (accionista minoritario), Ospina fue destituida después de comunicar al consejo editorial que los canales mantendrían una postura neutral. En su reemplazo fue nombrado Gilberto Hume, exfundador de Willax, con la aparente tarea de alinear la cobertura a favor de la candidatura de Keiko Fujimori.
El cambio de dirección provocó una crisis interna y una rebelión en la sala de redacción. La nueva línea editorial se hizo evidente a través de incidentes como la filtración de un chat de Canal N en el que se discutía no cubrir un atentado por considerarlo «una pérdida de tiempo» y la amenaza pública de dejar de transmitir los eventos de Pedro Castillo si no garantizaba la «integridad» de sus reporteros. La presión sobre los periodistas culminó con una ola de renuncias de alto perfil, como las de gran parte del equipo del programa dominical Cuarto poder y del presentador René Gastelumendi, quien declaró que se le había pedido «dejar el periodismo en un segundo plano» para apoyar la campaña de Keiko. La periodista Patricia Salinas señaló que esta situación era similar a la ocurrida en las elecciones de 2011, cuando también hubo despidos y renuncias por presiones políticas.
La parcialidad de los canales no pasó desapercibida. La directiva del Grupo La República denunció públicamente las decisiones editoriales de Hume y llevó el caso ante el Tribunal de Ética del Consejo de la Prensa Peruana. Tras evaluar las quejas, el tribunal, entonces presidido por Diego García-Sayán, sancionó a América Televisión y Canal N por haber violado los principios éticos del periodismo. La resolución concluyó que los canales no habían realizado «un manejo equilibrado y objetivo de la información», formalizando así la condena a una de las empresas mediáticas más importantes.

##### Otros canales
En ATV, la figura destacada Magaly Medina instó a participar en las elecciones en aras de la «defensa de la democracia» al recordar en su programa de espectáculos los acontecimientos del grupo terrorista Sendero Luminoso en los años 1980. Sin embargo, se la acusó de fomentar una presunta estrategia psicológica a favor de la candidata de derechas, Keiko Fujimori, a quien posteriormente entrevistó en el programa. En respuesta, Medina negó dicha estrategia. El periodista Beto Ortiz señaló que Medina ganó relevancia mediática por ser acérrima crítica de Pedro Castillo, a diferencia de las voces de otros canales.
Durante la campaña, Latina Televisión tuvo una cobertura errática. Si bien realizó investigaciones contra candidatos como César Acuña (véase Caso Plata como cancha) y emitió contenidos institucionales sobre la democracia, también se vivieron momentos de tensión, como cuando la candidata Verónika Mendoza cuestionó a la periodista Mónica Delta por el tratamiento del canal hacia la izquierda. La ambigüedad del canal continuó tras las elecciones, cuando dio cabida a las denuncias de fraude electoral mucho después que otros medios y sin el contexto de que ya habían sido desmentidas. Posteriormente, durante el gobierno de Dina Boluarte, Cayetana Aljovín, una empresaria con reconocida cercanía a la mandataria, asumió la presidencia del canal.

#### Medios estatales
Los medios estatales, principalmente el Instituto Nacional de Radio y Televisión del Perú (IRTP), se convirtieron en un actor central durante la crisis. Aunque TV Perú fue el canal responsable de emitir el debate presidencial oficial, su línea editorial y la de Radio Nacional fueron cuestionadas. Durante el gobierno de Pedro Castillo se produjo una notable pérdida de diversidad en sus contenidos, alejándose de su compromiso de garantizar la pluralidad en 2015. Periodistas como Carlos Paredes denunciaron un «asedio» al canal estatal, que incluyó el despido de periodistas críticos y la contratación de personal no cualificado, presuntamente con el objetivo de favorecer la narrativa gubernamental.
Esta tendencia de control gubernamental continuó y se intensificó durante el gobierno de Dina Boluarte. Bajo la dirección de Ninoska Chandía Roque (entre 2023 y 2025), la cobertura de TV Perú fue criticada por centrarse en eventos de relaciones públicas, como la cumbre APEC, en lugar de tratar temas de interés ciudadano y manifestaciones sociales. Además, se denunciaron presuntas irregularidades en las contrataciones y una política de censura contra las voces opositoras. El resultado fue una reducción de la confianza de los ciudadanos; de hecho, el guionista Eduardo Adrianzén señaló que el canal ya no es plural y comparó la censura editorial con la del fascismo.
El uso de los recursos estatales con fines propagandísticos no se limitó al IRTP. Se denunció que diversas oficinas de comunicación estatales, como las del Ministerio del Interior, utilizaban sus plataformas y redes sociales para desacreditar a periodistas no oficialistas y limpiar la imagen de sus funcionarios. Asimismo, figuras del Ejecutivo, como el primer ministro Gustavo Adrianzén, recurrieron al diario oficial El Peruano para lanzar ataques contra opositores, consolidando un patrón de uso del aparato de comunicación estatal para fines políticos.

### Medios de comunicación regionales y alternativos
Concortv (2025) señalaba que fuera de Lima había una fuerte brecha de medios de comunicación indígenas y comunitarios motivada por la precariedad, la falta de políticas públicas y el acceso limitado al espectro radioeléctrico. La Relatoría para la Libertad de Expresión de la Comisión Interamericana de Derechos Humanos (203) sostuvo que los medios comunitarios peruanos son «ampliamente minimizados y poco apoyados».
A pesar de su precariedad, estos medios se convirtieron en un actor clave durante las elecciones de 2021. La campaña de Pedro Castillo, que inicialmente tenía una presencia débil en redes sociales como Twitter (con solo 3000 seguidores en febrero de 2021), encontró en las radios locales (como Latina 990 AM), los medios digitales regionales (incluyendo a El Sombrero y El Puka) y los grupos de Facebook un canal fundamental para su difusión. Este fenómeno consolidó el concepto de una «prensa alternativa», que empleó estrategias de comunicación propias para potenciar la imagen del entonces candidato y responder a las críticas de la oposición. Cabe señalar que Castillo no tenía presencia sólida en redes sociales, en Twitter tenía solo 3000 seguidores en febrero de 2021.
Sin embargo, estos medios no operaron sin obstáculos. Se reportaron casos de censura en localidades como Satipo y Huaraz, donde periodistas afirmaron haber sido presionados por criticar a Keiko Fujimori. La polarización también afectó a los periodistas regionales, como ilustra el caso de Karerina Bayona en Cusco: tras una polémica entrevista con Guido Bellido, fue destituida de un canal local para luego ser contratada por el diario limeño Perú 21, donde adoptó una línea editorial crítica con las protestas contra el gobierno de Dina Boluarte.
Con el paso de los años, los medios de comunicación alternativos han ido cobrando más importancia, especialmente durante los momentos de convulsión social. La periodista Jacqueline Fowks elogió su labor, ya que realizaban documentaciones que servían de prueba para investigar violaciones de los derechos humanos por parte de las fuerzas gubernamentales. En la cumbre APEC de 2024, el portal El Regional de Piura señaló que la cuenta Unancha TV cubrió todas las manifestaciones, incluyendo la actitud represiva de la policía y otros intentos para repelerlas.
Los periodistas de la prensa del sur de Perú desarrollaron coaliciones de voces comunitarias como las de Micaelas, en las que participaban Radio Yaraví, Radio Onda Azul y otras radios, con el objetivo de cambiar la forma de tratar los temas políticos en los medios de comunicación.

### Prensa independiente
La «prensa independiente» se consolidó como una alternativa a los medios corporativos, compuesta en gran parte por medios digitales fundados por periodistas con experiencia en la prensa tradicional. No obstante, estos medios no eran un bloque homogéneo, sino que presentaban una gran diversidad de enfoques. Mientras algunos, como el semanario Hildebrandt en sus Trece y el portal Wayka, adoptaron una clara línea de oposición a la candidatura fujimorista, otros, como Ojo Público y Salud con lupa, se centraron en un periodismo de investigación más neutral.
Este movimiento periodístico se caracterizó por la innovación en formatos y la colaboración. Un ejemplo paradigmático fue La Encerrona, el pódcast de Marco Sifuentes que, con un lenguaje accesible, se convirtió en un referente informativo para un amplio público. Sifuentes, junto a Raúl Tola y Gustavo Gorriti, fue socio del Instituto Prensa y Sociedad (IPYS), pero renunció debido a que no supo tomar medidas ante la desinformación a pesar de que se buscaba el periodismo de calidad. Asimismo, surgieron redes de colaboración para ampliar el alcance y la rigurosidad, como la «Red de Medios Digitales» impulsada por El Búho de Arequipa (con su verificador Ama Llulla) y proyectos de cobertura conjunta como La liga electoral (que se renombró a La liga 28), que unió a varios de estos nuevos medios para ofrecer una alternativa informativa durante la jornada electoral.
Los medios digitales recurrieron a estrategias para generar ingresos, como Yape. Además, el semanario Hildebrandt en sus Trece, que se distribuyó en formato impreso durante sus trece años de existencia, recurrió a esta plataforma de pago para financiarse.  Otros dependieron de la financiación de personas y agencias como la USAID. Sin embargo, algunos experimentaron problemas de rentabilidad por la crisis económica de 2023 y fueron objeto de campañas de desprestigio por recibir apoyo de la cooperación internacional.
En 2025, los medios de investigación independientes Convoca, IDL-Reporteros, Ojo Público, Epicentro TV y Salud con lupa firmaron un comunicado en el que denunciaban la aprobación de un proyecto de ley para regular la APCI y, por ende, a las organizaciones no gubernamentales. Estos medios señalaron que el presidente de la república podrá designar al director de la APCI y que se podrá prohibir el uso de los fondos de la cooperación para denunciar al Estado peruano. Además, estos medios advirtieron que «dejará sin protección legal a periodistas [que sean objeto] de acoso judicial».

#### Juliana Oxenford y su salto al internet
El caso de la periodista Juliana Oxenford en ATV representó significativamente la tensión entre una línea editorial independiente y los intereses corporativos de la televisión tradicional en un contexto de alta polarización política. Su programa ATV Noticias al estilo Juliana se distinguió por ser una de las pocas voces en la televisión en abierto que mantuvo una línea editorial independiente, cuestionando tanto a Keiko Fujimori como a Pedro Castillo. Esta postura, que contrastaba con la de otros canales, la convirtió en el blanco de una intensa campaña de desprestigio por parte de sectores conservadores y fujimoristas. Oxenford denunció públicamente un complot para retirarle los auspiciadores y fue objeto de constantes ataques que buscaban asociarla con la izquierda y desacreditar su trabajo con calificativos como «caviar».
La hostilidad culminó con la no renovación de su contrato en ATV a finales de 2023, una decisión que la Coalición por las Mujeres en el Periodismo denunció como el resultado de «presiones políticas y de grupos empresariales de extrema derecha». Este episodio, seguido de los cambios en la línea editorial del canal, fue interpretado por muchos como un ejemplo de cómo los medios corporativos pueden ceder ante presiones para silenciar a voces disidentes. Tras su salida, Oxenford siguió el camino de otros periodistas independientes y lanzó su propio proyecto en plataformas digitales (Búnker Periodismo Libre), argumentando que la televisión tradicional había perdido relevancia porque los periodistas «siguen un guion impuesto». Mientras se hacía conocida en medios digitales, Oxenford confesó que su voz había perdido mucho peso en los medios tradicionales.

## Crisis electoral de 2021
La ciudad de Lima se alimentó de la «campaña anticomunista» de la candidata presidencial Keiko Fujimori, desde finales de la primera vuelta electoral hasta la segunda vuelta. La presencia de Fujimori contó con el respaldo estratégico de algunos medios de comunicación y personalidades influyentes. Entre estos últimos, cabe destacar la participación de videntes que buscaban afianzar la imagen de la candidata y contribuir a su triunfo. A pesar de la estrategia comunicativa, no se consiguió el éxito esperado debido a la simpatía que Castillo despertaba en otros departamentos y a la poca prioridad que algunos medios de comunicación prestaron a resaltar sus planes de gobierno.
La revista Foreign Policy y el periodista César Hildebrandt advirtieron que la campaña fue adoptada por los principales medios de comunicación y empresarios del sector privado. Eduardo Ballón Echegaray, antropólogo de la Pontificia Universidad Católica del Perú, sostuvo que los medios prorizaron la campaña debido al temor de «perder los privilegios económicos de los cuales han venido gozando durante los últimos años».
Grupo El Comercio destacó en participar en la campaña anticomunista. Varios discursos se presentaron en Correo, que se extendieron a otros periódicos como Trome y Ojo. En la televisión, varias figuras de la televisión, incluidos de América y su programa de entrenimiento Esto es guerra, se involucraron en la campaña. De hecho, Mávila Huertas, figura de Canal N, señaló ante las cámaras que la posible llegada del candidato presidencial podría afectar su empleo.
En América y Canal N, se reportaron varios cambios para impedir que los electores apoyen a Pedro Castillo. La periodista Juliana Oxenford denunció que Keiko Fujimori prefirió asistir a Esto es guerra y no a programa Al estilo Juliana que ella misma invitó. Además, un grupo de periodistas enviaron una carta pública en la que advertían de los riesgos de credibilidad del programa dominical de Cuarto poder, en el que Huertas asumió la conducción del programa.
El candidato Pedro Castillo se incomodó del tratamiento de los medios comerciales. Castillo dijo a sus simpatizantes sobre el «terruqueo que han hecho con el pueblo», y prometió que al llegar al poder se harán «algunos informes de cuánto ganan los conductores de TV y quién les paga», en alusión a la denominada «prensa mermelera», por supuestamente favorecer a Keiko Fujimori. En el debate presidencial de 2021, realizado por el Jurado Nacional de Elecciones, Castillo mostró dos portadas de El Comercio y La República sobre el plan de la reforma de AFP mientras preguntó a la audiencia «¿Quién miente y quién dice la verdad?». Además de las críticas de Castillo, el entonces mantario Francisco Sagasti manifestó su preocupación del tratamiento periodístico y animó a evitar la «libertad de mentir». El expresidente Ollanta Humala animó a Castillo en tomar medidas de regulación.
Con el tiempo, los seguidores del movimiento anticomunista realizaron manifestaciones contra Castillo. La Resistencia fue uno de los colectivos que replicó las posturas de los medios de comunicación.  Algunos integrantes del movimiento acosaron a periodistas que no se unían a las marchas, como los de La República y los medios extranjeros. El portal Wayka se encargó de exponer algunos seguidores del movimiento que no conocían su significado político.
Tras la finalización de las elecciones presidenciales, Pedro Castillo se perfiló como ganador, lo que generó sorpresa en la prensa internacional. CNN, por ejemplo, lo representó inicialmente con una silueta oscura. Diversos presentadores de América Televisión, entre ellos Tula Rodríguez (quien admitió su falta de conocimiento en materia política durante su participación en un debate del programa En boca de todos), instaron al reconocimiento de los resultados oficiales.
Durante la crisis electoral, la prensa limeña (incluido El Comercio, América Televisión y Willax) se encargó de difundir las acusaciones de fraude electoral por parte de Keiko Fujimori. Los manifestantes que respaldaban la teoría del supuesto fraude insultaron a periodistas que atribuyeron a victoria de Castillo, como Juliana Oxenford y Mávila Huertas. Algunos corresponsales extranjeros, como Johan Ramírez, tuvieron que esperar a que las autoridades decidieran un ganador. La crisis terminó en julio de 2021, cuando el Jurado Nacional de Elecciones declaró infundadas y el diario oficial El Peruano proclamó a Castillo como presidente de la República del Perú.
En el caso de América Televisión, el periodista Diego Salazar informó en The Washington Post que el asesor y expublicista de Fujimori, Carlos Raffo, presentó las acusaciones de fraude en una entrevista para Cuarto poder, que fue aprobada por el director periodístico Gilberto Hume. El programa siguió recibiendo a otras figuras que respaldaban estas acusaciones como Lourdes Flores Nano. Las periodistas Juliana Oxenford y Claudia Cisneros cuestionaron el comportamiento del canal para afrontar la crisis electoral.
De forma insistente, Willax convocó a la marcha anticomunista durante la crisis electoral. El canal Willax también se jactó posteriormente en su transmisión especial la denuncia de políticos ante la Organización de los Estados Americanos, sin el éxito esperado por la falta de respuesta. El Ministerio Público inició una indagación sobre el movimiento anticomunista y atribuyó la autoría de la conspiración a Rafael López Aliaga y los periodistas de Willax contra Pedro Castillo. La fiscal Juana Meza alegó que el canal difundía «noticias con connotación conspirativa» y promovía un intento de golpe de Estado.
Cuando se realizó la investidura presidencial de Pedro Castillo en julio de 2021, según Patricia Salinas, la mayoría de los medios de comunicación fueron indiferentes a la hora de cubrir el evento. Es más, se notaba que la mayoría de los medios fueron muy repulsivos al anunciar la muerte de Abimael Guzmán, el líder de Sendero Luminoso y un personaje que genera un fuerte rechazo en la población general, en contraste con su actitud ante el anuncio de la muerte de Alberto Fujimori años después.

## Gobierno de Pedro Castillo
| Titulares sobre la juramentación del primer ministro Guido Bellido, 30 de julio de 2021: - El Peruano: «Presidente toma juramento a su primer Gabinete Ministerial» - El Comercio: «Inaceptable y vergonzoso» - La República: «No, señor presidente» - Perú 21: «Comenzó el desgobierno» - Gestión: «Cerrón se impone: Guido Bellido asume jefatura del Gabinete» - Correo: «Premier bomba» - Expreso: «Se impuso [Vladimir] Cerrón» - El Popular: «Polémica decisión» - La Razón: «Castillo dinamita el país» - Trome: «El Perú en peligro» - Ojo: «Peor, imposible» - Diario Uno: «Gabinete Bellido arranca con fuerza» —Fuente: RCR. |

Desde el inicio de su mandato, el gobierno de Pedro Castillo implementó dos estrategias implementó dos estrategias respecto a los medios. Por un lado, intentó usar la publicidad estatal para generar confianza y se apoyó en la «prensa alternativa» para contrarrestar las narrativas de la prensa tradicional. Esta estrategia se formalizó cuando el primer ministro Aníbal Torres anunció planes para favorecer con publicidad estatal a los medios alternativos, una medida que fue rechazada por la Sociedad Nacional de Radio y Televisión por considerarla discriminatoria.
Por otro lado, el gobierno buscó controlar la narrativa a través de los medios del Estado. Se acusó a la gestión de Castillo de utilizar TV Perú como el único canal autorizado para transmitir actos oficiales, excluyendo a la prensa privada. El que fuera ministro de Transportes, Juan Silva, admitió la intención de realizar «cambios» en el canal para lidiar con los trabajadores opositores. Esta instrumentalización se hizo evidente en entrevistas sin cuestionamientos al presidente  y en la oferta de un espacio televisivo al periodista César Hildebrandt, quien lo rechazó por considerarlo un intento de «comprar su benevolencia».
Pedro Castillo contó con asesores que promovían teorías de la conspiración.

### Cobertura de la prensa tradicional en el gobierno de Pedro Castillo
La prensa escrita limeña, que ya había mostrado su sesgo durante la campaña, mantuvo una línea editorial marcadamente crítica. Diarios como El Comercio calificaron el primer gabinete, que desde entonces fue objeto de de «inaceptable y vergonzoso» y llegaron a publicar anuncios de pago que promovían la vacancia presidencial. Tras la entrevista de Castillo por Fernando del Rincón en CNN, la hostilidad se intensificó, y medios como Expreso la tildaron de «vergüenza mundial».
La televisión tradicional también ejerció una labor fiscalizadora y, en opinión de sus detractores, desestabilizadora. Los programas dominicales se centraron en investigar presuntos actos de corrupción en el entorno presidencial. Un ejemplo polémico fue Cuarto poder, que durante una etapa utilizó la sátira para representar al gobierno, llegando a publicar un afiche que incluía a Castillo junto a los líderes comunistas Iósif Stalin y Mao Tse Tung. La tensión llegó a tal punto que el programa fue acusado por Juliana Oxenford y otras voces periodísticas de anunciar «bombas informativas» que finalmente no difundía.
Willax TV se consolidó como el bastión mediático de la oposición más radical. El canal dio plataforma a figuras como Rafael López Aliaga para lanzar ataques contra el presidente y se convirtió en el principal promotor de las marchas que pedían su destitución, apoyado por colectivos como La Resistencia. Estas coberturas fueron cuestionadas por el periodista Gonzalo Ruiz Tovar, de la agencia Télam, por basarse en información falsa para atraer espectadores. La línea editorial del canal provocó que políticos como la congresista Isabel Cortez se negaran a dar declaraciones, mientras que organizaciones afines, como la Coordinadora Republicana (liderada por Ántero Flores-Aráoz), lo premiaron por su papel de «defensor de la democracia» (junto a PBO Radio, el diario Expreso y el portal web El Montonero).
Canal N también se posicionó en contra del gobierno pero permitió que figuras, como el líder de Perú Libre Vladimir Cerrón, fuesen entrevistadas. El periodista Mario Ghibellini insistió en que la labor de la prensa es «fiscalizar» al Estado.
Un informe de 2022 del Consejo Permanente de la OEA señalaba en el apartado «Cuestionamientos sobre el rol de la prensa y medios de comunicación» que los «medios de comunicación están concentrados en pocas manos, y han sido cuestionados por varios de los actores entrevistados por carecer de objetividad, llegando a sostener que no son veraces y que en algunos casos [incluso] son desestabilizadores».

### Respuestas del gobierno a la prensa tradicional
Como respuesta, Pedro Castillo adoptó una postura de confrontación directa con la prensa tradicional. En repetidas ocasiones se negó a renunciar y acusó a los medios limeños de ser tendenciosos, de estar «coludidos con grupos de poder» y de mentir al país. El mandatario admitió públicamente que evitaba consumir noticias de estos medios «porque sabes que te van a criticar» y exhortó a la ciudadanía a no dejarse influenciar.
Este discurso fue respaldado por sus principales aliados políticos, incluida la bancada disidente Bloque Magisterial. El líder de Perú Libre, Vladimir Cerrón, calificó a los medios de «instrumentos de manipulación», mientras que el primer ministro, Aníbal Torres, acusó a El Comercio de ser un «diario golpista» al servicio de la ultraderecha. Otros congresistas afines, como Guillermo Bermejo, se sumaron a las críticas, denunciando la existencia de un «show mediático» y calificando de «prensa basura» a la labor periodística.

## Destitución de Pedro Castillo e intento de autogolpe de Estado
Tras el intento de autogolpe de Estado en 2022, el medio de verificación Newtral alertó la bifurcación en dos hipótesis acerca del desarrollo de los hechos del mensaje de la nación de Castillo. Una de ellas corresponde a los seguidores de Castillo, que al recurrir narrativas contra las autoridades, asumieron que fue «víctima del golpe», en que el posteriormente detenido exmandatario acusó a la derecha política y la prensa de «golpistas».
La editorial de El Comercio simplemente llamó al ya destituido mandatario de «dictador», palabra que prudentemente La República no lo adoptó. Además, según The Clinic, RPP Noticias, Latina TV y otras cadenas de televisión peruanas manifestaron el suceso como un «golpe».

### Declaraciones deEl Comercioy otros medios sobre el intento de autogolpe de Estado
Las declaraciones del decano nacional, propiedad de los Miró-Quesada, fueron osadas, en que se dirigió a la destituida autoridad como «líder de una organización criminal». Tras expresarse muestras de solidaridad al destituido mandatario por gobiernos de otros países, lo que llevó a un conflicto diplomático, el diario redactó un nuevo comentario en su columna «La mala vecindad». Desde entonces, el atribuido decano y otros medios comentaron las declaraciones de varios mandatarios hacia Castillo.
Sobre el presidente de Chile Gabriel Boric, el diario Correo lo arremetió por su intromisión en la política peruana. El espacio PBO Radio arremetió directamente hacia sus declaraciones al tildarlo de «débil mental».
Sobre la presidenta de Honduras Xiomara Castro, el medio local La Prensa resaltó que El Comercio la había criticado por mostrar solidaridad con Pedro Castillo. Además, advirtió que Castro intentaría «confundir a los incautos mezclando los conceptos de “presidente electo” y “presidente legítimo”» y recordó el golpe de Estado perpetrado por su esposo en 2009.
Con las declaraciones del de Colombia Gustavo Petro, medios como El Colombiano y El Tiempo resaltaron que El Comercio comentaba que las declaraciones de Petro «revelan los extremos a los que son capaces de llegar los cómplices internacionales del atentado contra la Constitución que ensayó Pedro Castillo».

### Conspiración de la prensa de Lima contra Pedro Castillo
El 14 de diciembre de 2022, el ya detenido Castillo denunció a los medios de comunicación limeños de estar supuestamente financiados por la «derecha golpista». Además, señaló a esos medios como responsables de «callar» las protestas ciudadanas a favor de sus medidas, debido a, según él, los fondos económicos a la prensa en detrimento de la Reforma Agraria y bonos para la Policía y el magisterio nacional. Uno de los abogados de Pedro Castillo, quien fue cuestionado por sus antecedentes de terrorismo por el medio Exitosa Noticias, manifestó a la estación radial que «todos [los medios] están en un mismo plan contra Pedro Castillo». Posteriormente, cercanos a Castillo mostraron actitudes violentas hacia la prensa.
En diciembre de 2022, el líder del partido político de Perú Libre, Vladimir Cerrón, culpó a la prensa de brindar información tergiversada. En enero de 2023, Torres, ya alejado del despacho presidencial, tildó directamente a los periodistas de «asesinos».

### Narrativa de políticos y prensa alternativa sobre el autogolpe de Estado por Pedro Castillo

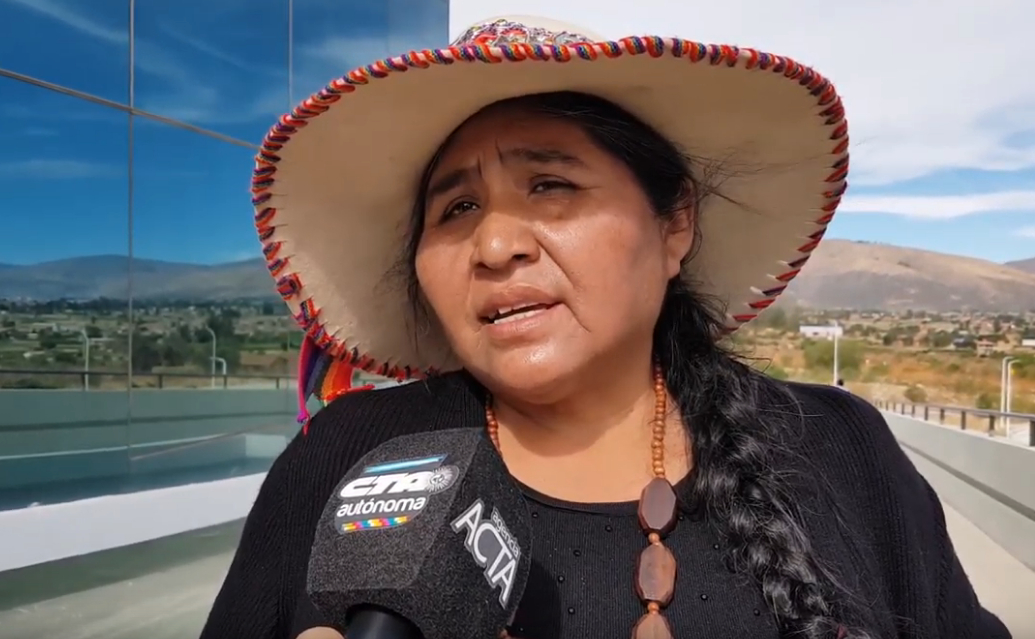
La activista Lourdes Huanca en 2020.

Durante la destitución de Pedro Castillo, se desarrolló una narrativa procedente del sector rural sobre un supuesto golpe de Estado parlamentario y no un autogolpe del expresidente. Según el presidente del capítulo local de la encuestadora Ipsos, Alfredo Torres, la narrativa señaló a Pedro Castillo como «víctima del Congreso y de los políticos de Lima». El portal Colombia Check dedujo que la información sobre el «golpe de Estado» parlamentario se difundió en varios perfiles de Facebook.
Varios comunicadores compartieron una serie de vídeos sobre los supuestos malos tratos a Pedro Castillo durante su arresto. Entre ellos se encontraban la locutora Cecilia García Rodríguez, de Radio Exitosa, y la activista campesina Lourdes Huanca, señalada por Radio Francia Internacional como una de las «acosadas» de la prensa limeña.
En 2023, Huanca realizó una gira mediática por Europa para denunciar a Dina Boluarte. Margot Palacios, quien rechazó a la prensa de Lima por ser «cómplice de los golpistas», aprovechó su visita a Suiza para señalar que «la señora Dina Boluarte es quien da las órdenes y la prensa [dice] que todo aquel que se moviliza es un terrorista». Palacios habría utilizado dinero del parlamento para realizar una visita a La Haya, donde se encuentra la Corte Penal Internacional.

### Reacciones de las autoridades y la prensa tradicional sobre la narrativa del autogolpe de Estado
Las embajadas de Perú en España y otros países informaban sobre una posible campaña de desinformación en la que el exmandatario había sido «amenazado o secuestrado».
Tras la gira de Huanca por Europa, el Ministerio de Relaciones Exteriores informó de que 15 embajadas en otros países habían adoptado medidas para contrarrestar la narrativa, y que solo el 25 % de los representantes compartieron sus informes sobre el Gobierno de Boluarte con la prensa extranjera. La Cancillería señaló también que «la prensa local, de manera reiterada e incremental, rebota estas críticas contra nuestra institución […] y que, en muchos casos, no se ha hecho lo suficiente por revertir». Para limpiar la imagen de Dina Boluarte, afectada por la convulsión social, el gobierno recurrió a una campaña institucional a nivel internacional.
Por su parte, algunos medios de Lima se hicieron eco de la narrativa del autogolpe de Estado. El programa 24 horas de Panamericana denunció a los comunicadores alternativos por difundir vídeos que pretendían «azuzar a la población»,  y también denunció que estos se negaron a reconocer la ilegalidad del mensaje a la Nación de Castillo. La directora de Perú 21, Cecilia Valenzuela, alertó de que la campaña de desinformación podría provenir de posturas extremistas, mientras que su columnista, Aldo Mariátegui, criticó la precaria comunicación de la Cancillería con los medios de comunicación extranjeros.
El Comercio publicó una serie de editoriales para enero de 2023. En una de ellas señaló que «en el camino, [voceros cercanos a Castillo] intentan confundir a algunos medios de prensa extranjeros que han mordido el anzuelo y han venido retratando al golpista [expresidente] como una víctima incapaz de dar el zarpazo a la democracia». En ese mes, Claudia Toro, del programa Beto a saber, realizó un experimento sobre «prensa alternativa» en televisión abierta. Toro se infiltró de activista e intentó demostrar la manipulación comunicativa sobre la situación de Pedro Castillo a sus manifestantes.

## Gobierno de Dina Boluarte
Cuando Dina Boluarte asumió el cargo de sucesora constitucional de Castillo, se comprometió ante el Consejo de la Prensa Peruana a transparentar la información gubernamental. Sin embargo, con el paso del tiempo, ese compromiso de apertura se ha ido opacando, al igual que ha ocurrido con el Congreso de la República, donde algunos parlamentarios compartían la misma ideología que Boluarte.

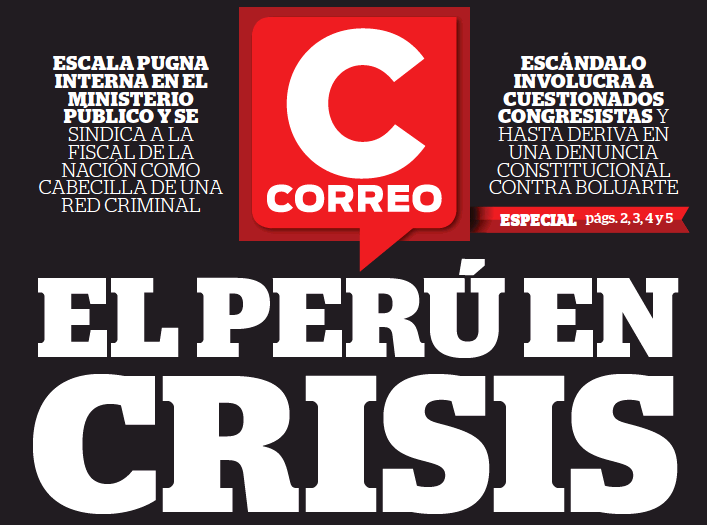
El diario Correo publicó en noviembre de 2023 una portada en la que informaba sobre una presunta organización delictiva en el Ministerio Público. La noticia también incluía una denuncia contra la presidenta Dina Boluarte.

Durante su gobierno, hubo una convulsión social en solidaridad con las medidas políticas a favor de la clase marginal adoptadas durante el gobierno de Castillo. El especialista político Enrique Castillo indicó que Boluarte tenía dificultades para responder a las manifestaciones y que mostraba una actitud hostil hacia los periodistas. En un intento por controlar la crítica situación del país, el primer ministro, Alberto Otárola, declaró que estaban ocupados en otros asuntos y que «no disponemos del tiempo necesario para ver la televisión como antes».
Durante la convulsión social, el premier recurrió a los medios de comunicación de la capital para justificar que los manifestantes eran «vándalos infiltrados que cometieron delitos», según Juan Quispe del Instituto de Defensa Legal. Por su parte, Ricardo Burgos, decano del Colegio de Periodistas del Perú, señaló que un decano de Puno acudió a una reunión con Dina Boluarte para apaciguar las manifestaciones, a pesar de que los medios de comunicación limeños habían perdido credibilidad en el departamento sureño. Burgos interpretó que los manifestantes congregándose cerca de los principales canales de televisión era producto del rechazo de Pedro Castillo hacia la prensa nacional.
En marzo de 2023, se publicó en El Peruano el protocolo para periodistas que cubran actos de protesta. El Colegio de Periodistas del Perú acordó el tratamiento, pero fue duramente criticado por el Instituto de Prensa y Sociedad «ya que implica una regulación, bajo supervisión policial, de la cobertura periodística de las protestas»,  así como por otras instituciones. La medida también fue criticada por la Unesco, ya que «hicieron caso omiso» de sus recomendaciones y el resultado es un «protocolo [a] favor de los policías». Ese mismo mes, la congresista Noelia Herrera, del partido ultraconservador Renovación Popular, propuso un proyecto de ley para «acabar con el sicariato mediático», que consistía en obligar a los periodistas a afiliarse al Colegio de Periodistas del Perú en lugar de fomentar otras formas de periodismo.
Se ha criticado duramente la cobertura de la prensa tradicional con respecto a Dina Boluarte. Paolo Benza, Adriana León y Germán Vargas señalaron que esta prensa no cuestionó a la presidenta ni analizó en profundidad los acontecimientos políticos. León señaló que, al igual que en las elecciones de 2021, los medios capitalinos solo se interesaron por producir noticias que encajaran con sus inclinaciones ideológicas. Un periodista la emisora de La Decana de Juliaca, que logró encarar en directo a la fujimorista Patricia Juárez, culpó a la prensa limeña de ser «parte del poder que respalda» a Boluarte.
Con el caso Rolex, la prensa tradicional volvió a interesarse por investigar nuevos escándalos políticos. El Gobierno del Perú se mostró reacio a hacer declaraciones y optó por limpiar su imagen, creando su boletín informativo semanal Presidencia informa, con el que pretendía presentar una imagen positiva de sí mismo. Gustavo Adrianzén culpó a la prensa y al Ministerio Público de dañar a la presidenta «por ser mujer», mientras que la propia Boluarte señaló que «no hay presupuesto para pagar a las [cadenas] televisoras por promocionarnos» y animó a la gente a seguirla en redes sociales.
Hacia la Semana de Líderes de la APEC, la periodista Mariana Quilca Catacora, del portal Infobae, afirmó que «la presidenta Dina Boluarte y sus ministros se han empeñado en mostrar una imagen de Perú que dista mucho de la realidad». Más tarde, el diario Los Andes comentó que «Dina Boluarte y sus ministros lanzan afirmaciones completamente ajenas a la realidad, una estrategia mediática eficaz para desviar el foco de atención, de manera que se hable de la presidenta y no de los problemas reales que ocasiona».

### Convulsión social (2022-2023)
En el contexto de la convulsión social en los primeros días, la prensa limeña desempeñó un papel fundamental al denominar a los manifestantes como «azuzadores» e instar a los lectores a abstenerse de participar en las protestas debido a sus reivindicaciones consideradas «ilegítimas». Esta misma postura fue adoptada por el gobierno, los congresistas de derecha y parte de los empresarios.
El Comercio abogó por la preservación del orden constitucional y se opuso a la dimisión de la presidenta Dina Boluarte, afirmando que esta medida crearía un vacío de poder que permitiría a los grupos violentos operar impunemente. Este diario señaló que dichos grupos buscarían promover una supuesta anarquía. Por su parte, Trome recurrió a la publicación de imágenes provocativas que enfatizaban los actos de agresión, aunque estos constituyeron una minoría. Perú 21, según el portal ayacuchano Jornada, tildó de «senderistas» a los integrantes del Frente de Defensa del Pueblo de Ayacucho basándose en conversaciones supuestamente coordinadas con organizaciones criminales, aunque no se evidenciaban delitos. En contraste, La República procuró reflejar con mayor fidelidad las demandas de los manifestantes.
Para finales de enero de 2023 las protestas perdieron protagonismo en la prensa de Lima. Según Caretas, al percartarse que las manifestaciones de Lima eran vinculadas con actos de violencia, Canal N dejó de priorizarlas en sus coberturas y otros medios ignoraron acusaciones de una represión policial.
A pesar del desinterés de la prensa limeña, el periodista Carlos Cornejo fue el único que se atrevió a denunciar una agresión ante las cámaras en señal abierta. Como resultado, Cornejo perdió la renovación de su programa en el canal TV Perú. Tras difundirse el vídeo en el que se ve cómo la policía agrede a una persona con una bomba lacrimógena, cerca del centro histórico, el alcalde Rafael López Aliaga negó su autenticidad. En una entrevista en Willax, el burgomaestre afirmó que una piedra lanzada por un ciudadano fue la causa de la muerte de un manifestante.
En febrero de 2023, los manifestantes se congregaron cerca de canales televisivos como Panamericana, TV Perú, América y Willax en represalia por el desinterés de la prensa a la hora de compartir los pedidos de los manifestantes al gobierno central.

#### Medios tradicionales limeños
La narrativa de la prensa tradicional sobre las protestas, en las que se pretendía hacerse oír en Lima, fue crucial para señalar que los reclamos de los manifestantes eran injustificados.
Durante las movilizaciones sociales, la Dirección contra el Terrorismo de la Policía Nacional del Perú (PNP) afirmó que había un grupo de personas infiltradas de organizaciones radicales. Esta información fue divulgada por medios de comunicación afines a intereses corporativos, como Ojo, Correo y Perú 21. Sin embargo, La República prefirió ignorar la postura de la PNP y dar prioridad a las denuncias de represión policial durante las protestas en sus portadas.
El Comercio, en su editorial de febrero de 2023, subestimó la relevancia de las protestas y las acusó de violentas: «¿Qué habría sido lo democrático? ¿Dejarlos arrasar comisarías, aeropuertos, comercios y locales del Ministerio Público o el Poder Judicial? Como es obvio, no». Trome, por otro lado, empleó un lenguaje negativo para retratar las manifestaciones, utilizando términos como «vándalos» y «radicales».
No solo los medios impresos se posicionaron en contra de los manifestantes. En diciembre de 2022, Magaly TV dejó el espacio de farándula y se centró en el origen de la llegada de manifestantes desde la selva al revelarse en su programa el traslado de machetes y vehículos pickup. En ese espacio, Magaly Medina despotricó contra los manifestantes y responsabilizó a «la izquierda terruca». Justificó que en ese supuesto grupo hay «gente del Movadef, remanente de Sendero, que intenta remover al Perú para que tengamos que irnos a una asamblea constituyente». Pocas figuras públicas abordaron las denuncias por represión policial, como hizo Maju Mantilla de manera tardía.
Los sectores de izquierda denunciaron los calificativos negativos que los medios de comunicación dirigieron a los manifestantes, mientras que la congresista Sigrid Bazán afirmó que los parlamentarios de la derecha habían malinterpretado las peticiones políticas de los protestantes. Los líderes regionales que organizaron las manifestaciones denunciaron actos de criminalización.
Juliana Oxenford criticó la minimización de las víctimas de la convulsión social y la estrategia del Congreso de emitir acusaciones de «terruqueo gratuito». La activista afroperuana Sofía Carrillo y el escritor Guillermo Nugent coincidieron en que esa tendencia de calificativos impactó negativamente en el sur del país.

#### Estudios sobre el desempeño de la prensa tradicional limeña
Un estudio de la revista Chasqui, basado en la cobertura informativa de las 110 portadas de los cuatro diarios más leídos de Perú, según la empresa encuestadora CPI, analizó la cobertura de la destitución de Pedro Castillo y las subsiguientes manifestaciones. Expreso mostró un claro apoyo a las decisiones del Parlamento y un fuerte rechazo hacia los dignatarios internacionales que cuestionaban el proceso, tildando a los simpatizantes de Castillo de «terroristas». El Comercio intentó mantener una postura neutral entre los bandos a favor y en contra de Castillo, aunque mostró cierta simpatía hacia Dina Boluarte. La República se caracterizó por un tratamiento más equilibrado: reconoció a las víctimas entre los partidarios de Castillo y evitó el uso de calificativos fuertes hacia los manifestantes. Por último, Perú21 recurrió con frecuencia a términos descalificadores como «vándalos» y «turba» para referirse a los manifestantes.
Otro análisis de Comunifé sobre las 150 publicaciones de Facebook realizadas por cinco medios de comunicación (El Comercio, Exitosa, Expreso, Perú 21 y RPP) entre diciembre de 2022 y enero de 2023 arrojó más detalles sobre la presencia digital de los medios menos conocidos. En cuanto al volumen de contenido creado, Exitosa superó significativamente a los demás, redactando 20.7 mil palabras, cinco veces más que RPP. Por otra parte, Expreso, el siguiente en extensión (14.7 mil palabras), empleó con frecuencia el término «violento», al igual que Perú 21. El Comercio, en tercer lugar (5.2 mil palabras), se caracterizó por utilizar palabras clave como «protesta» y «policía». Cabe señalar que El Comercio utilizó el concepto del «otro» para referirse a los manifestantes, lo que sugiere una distanciación o categorización en la mayoría de sus redacciones.

#### Prensa extranjera
| No puedo hablar por todos los estadounidenses, pero creo que hay muchas personas que tienen temor, después de las manifestaciones y la violencia que estaba ocurriendo en Perú. No se sabía si eran disturbios aislados o por todo el país. Había mucho temor de ir a Perú. Pero cuando escuchan que ha habido seis presidentes en seis años, dicen que es lo normal. La imagen del Perú es de caos social y político.—Martin Baron, exdirector de The Washington Post en una entrevista desde Arequipa (2024) |

La prensa extranjera se dedicó a investigar en profundidad la convulsión social. La prensa extranjera fue enérgica en compartir las represiones policiales, sucesos que la limeña las silenciaba. The New York Times, por ejemplo, utilizó la represión en Juliaca como portada. En el caso de España, los periódicos Abc y El Mundo omitieron información relevante, a diferencia de El País, que ofreció una cobertura más ecuánime.
Los comentarios sobre la prensa internacional fueron diversos. En una entrevista de El Comercio, la periodista Sonia Goldenberg criticó a los esos medios por presentar a los manifestantes como defensores de la democracia. Por su parte, el analista Farid Kahhat destacó para La República que Dina Boluarte utilizó la prensa internacional para «mantener las falsedades» sobre las protestas.

#### Comentarios de prensa extranjera hacia la prensa de lima
El estadounidense The New York Times denunció que «la intensa concentración de la propiedad de los medios de comunicación, con muchos de ellos en Lima, [ignoran] las protestas o [resaltan] las acusaciones de que los manifestantes son terroristas», y advirtió que su cobertura «no ha hecho, sino exacerbar la sensación de que la élite urbana se ha confabulado contra los pobres del campo». El boliviano La Razón obtuvo comentarios de la analista Francesca Emanuele, quien dijo existir que señala una «"concentración demencial" de los medios [convertidos] en los "aliados de la represión"». The Listening Post (del canal Al Jazeera English) afirmó que los líderes de opinión escrita y televisiva en Lima buscaban minimizar las protestas.
El portal argentino Urgente24, tras comparar titulares de los principales diarios, escribió en su edición internacional que se había buscado ocultar la realidad en la que «Perú no consigue estabilizar su precaria situación», pero advirtió que los medios solo habían contribuido a «agravar el caos».  El también argentino La Voz del Interior comentó que la denominada «toma de Lima» (de enero de 2023) fue señalada por «los medios de comunicación masivos, la agencia oficial de noticias Andina y el oficialismo». La toma de Lima fue comporada con la marcha de los Cuatro Suyos.
Luego de la toma de Lima, Jacqueline Fowks escribió para Público de España que «ningún canal de televisión importante transmitió la marcha [del 1 de mayo] y los dos principales noticieros matutinos (América TV y Latina) del día siguiente ni la mencionaron». Para ese entonces, el portal El Búho informó de que la prensa internacional se opuso a la cobertura de la prensa limeña en la tercera Toma de Lima (en julio de 2023), que tacharon de «fracaso».
Un periodista del canal local Telesur y afiliado a la prensa internacional comentó que la prensa de Lima se ha «parcializado con el gobierno de Dina Boluarte». El diario español Gara dedujo, durante su visita al departamento de Puno, que «la prensa limeña no es querida por el grueso de los manifestantes».

#### Hostilidad hacia la prensa
Durante las protestas, se registraron decenas de ataques por parte de la policía y facciones radicales, lo que dificultó la cobertura de las manifestaciones.  Ocurrieron en Lima y Juliaca. Se consideró que los ataques a los periodistas ocurrieron durante las detenciones, los abusos y los golpes de los policías hacia los manifestantes.  La colaboradora de Radio Nacional, Leah Sacín, creyó que las agresiones con bombas lacrimógenas fueron una de las modalidades que se utilizan para generar temor.
El periodista Marco Sifuentes alegó que los empleados de los medios privados fueron coaccionados por sus superiores para no destapar agresiones policiales. Además, el portal Wayka citó un informe de la Comisión Interamericana de Derechos Humanos, en el que señalaba que las agresiones policiales se intensificaron hacia comunicadores regionales.

### Continuación de la crisis política (2024-2025)

#### Caso Rolex
En 2024, algunos dominicales de la televisión limeña intentaron recobrar el interés por el periodismo de investigación centrando su atención en la vida de Dina Boluarte. Estas investigaciones adquirieron notoriedad cuando La Encerrona presentó por primera vez el caso Rolex, que la involucra a ella y a su hermano. Boluarte, quien se autodenominó «noticia tendencia» y mostró rechazo a investigar a su familia, se convirtió en protagonista de esta y otras noticias.
El allanamiento a la vivienda de Dina Boluarte por el caso Rolex generó atención internacional. El nuevo primer ministro en la administración de Boluarte, Gustavo Adrianzén, admitió que el escándalo «[repercutió] internacionalmente, perjudicando al país y ahuyentando inversiones». Agregó que, como voz autorizada del gobierno, «si tuviera algo que ocultar, no tendría cara para [brindar declaraciones]».
Patricia Salinas, de la revista Caretas, elogió que el pódcast La Encerrona revelara las intenciones del oficialismo de distraer a la población con otras actividades sin que los medios tradicionales los cuestionen. Sin embargo, a pesar del impacto del escándalo, el director de La Encerrona, Marco Sifuentes, criticó la escasa presión mediática hacia las autoridades en comparación con las investigaciones de corrupción durante el mandato de Pedro Castillo.
El Gobierno, por su parte, empezó a cambiar su postura tras el caso Rolex y adoptó actitudes intimidatorias contra la prensa. En mayo de 2024, una reportera de Canal N denunció que la seguridad del Estado impidió a su equipo acercarse a la presidenta. Al mes siguiente, se informó de la presencia de francotiradores durante un acto político, hecho que la Asociación Nacional de Prensa condenó. Ese mismo mes, otro periodista contó que fue acordonado por decenas de guardias de seguridad durante la evacuación de autoridades políticas en un evento público;  práctica que se repitió en Cusco en julio de 2025.
Marco Sifuentes compartió un nuevo escándalo con un audio sobre una orden del ministro del Interior, Juan José Santiváñez, en el que pedía a Harvey Colchado, policía conocido por intervenir en la casa de Dina Boluarte, que lo controlara. Santiváñez se mofó del periodista llamándolo públicamente «Sinfuentes» y arremetió contra los medios porque, según él, «le gusta la peliculina». Cuando los demás medios de comunicación siguieron compartiendo audios nuevos, el ministro los acusó de estar «contaminados por la caviarada».

#### Estrategias comunicativas del Ministerio del Interior
Perú enfrentó una crisis de seguridad plena en 2023 y el gobierno tuvo que recurrir a estrategias para mitigarla. Una de ellas fue el operativo Amanecer seguro, calificada por la opinión pública de «show mediático».
El canal de televisión Panamericana afirmó que varios analistas (incluido el político Víctor Andrés García Belaúnde) aseguraron que el ministro del Interior Juan José Santivañez había recurrido a una estrategia psicosocial en la que se señalaba a personas ajenas a la presidenta como enemigas en televisión nacional. Entre ellas, se encontraba la detención de una persona a la que no se había emitido una orden de detención policial para promocionarla en una rueda de prensa como el número 2 de Sendero Luminoso (en realidad, el Militarizado Partido Comunista del Perú), con el objetivo, según ellos, de desviar la atención de la audiencia ante las nuevas manifestaciones contra el Gobierno.
El ministro del Interior siguió utilizando estrategias mediáticas en su beneficio en los programas dominicales. En el programa dominical Panorama, el ministro Santivañez intentó vincular a un empresario extorsionado con el papel de cabecilla de una organización criminal. Además, el ministro filtró una noticia periodística antes de su emisión en el programa Cuarto poder. Algunos periodistas y congresistas llegaron a calificarlo de «mafioso». Santivañez fue censurado en 2025 Tras su salida, continuó colaborando con el Gobierno publicando noticias sin confirmar y supuestamente participando en el proyecto de un nuevo programa dominical protagonizado por Dina Boluarte.
Por otro lado, el gobierno de Dina Boluarte propuso modificar la Ley de Radio y Televisión para obligar que los medios de comunicación dediquen 40 minutos de contenido oficialista con el fin de frenar las «informaciones falsas» de la prensa independiente.

#### Otros sucesos
A mediados de 2024, un portavoz del Gobierno acusó ante la Fiscalía a los medios de «instigar a la violencia contra las autoridades». A su vez, Dina Boluarte acusó a los medios de promover el «terrorismo de imagen», en referencia a la difusión de noticias protagonizadas por ciudadanos comunes que afectaban a la imagen del Gobierno. El término «terrorismo de imagen» fue también adoptado por el político de izquierda Waldemar Cerrón para criticar a las noticias que, según él, trataban al Congreso de la República como «una organización que cubre a criminales».
En la semana de líderes de la cumbre APEC, se convocaron nuevas manifestaciones en Lima para reclamar la falta de seguridad ciudadana. Una periodista de CGTN America que cubría el evento comentó: «Es impresionante el ruido que están haciendo las protestas. […] El peruano está defendiendo su derecho a ser escuchado; es un sentimiento agridulce». Las protestas y sus reclamos fueron cubiertos por medios internacionales como La Voz de América y Sanlih Television. Mientras tanto, la presentadora del programa peruano Latina noticias, Lorena Álvarez, tildó las protestas de «vergüenza» al mostrar, según el diario Expreso, que «arrojaron botellas a los delegados». La política Verónika Mendoza, en una de sus pocas apariciones en manifestaciones públicas, acusó desde Cusco a los medios tradicionales de no visibilizar las manifestaciones en la región.
La jueza Elvia Barrios señaló a finales de 2024 que el Gobierno había recurrido a la pena de muerte (que es constitucionalmente inaplicable en el país) como una cortina de humo basada en un suceso criminal para tapar «todos los problemas que tenemos en la nación». La exministra Gloria Montenegro compartió esa opinión y comparó con las propuestas de Keiko Fujimori, que habían sido popularizadas por los medios de comunicación.
En julio de 2025, medios internacionales como BBC News y France 24 reprocharon la decisión de Dina Boluarte de aumentar su salario. En una rueda de prensa que no ofrecía desde hacía 250 días, un periodista de Panamericana Televisión se atrevió a preguntar a Boluarte y un ministro respondió que el propio Ejecutivo podría emitir un nuevo decreto para revertir la situación si hubiera una fuerte presión social.
Ese mismo mes de julio se emitió uno de los mensajes a la nación más largos de la historia del Perú, con casi cinco horas de duración. Los medios tradicionales transmitieron sin cortes los logros de la presidenta, pero Víctor Caballero se atrevió a realizar una transmisión del mensaje mientras realizaba actividades recreativas con su novia para no aburrir a la audiencia.

## Opinión pública
A lo largo de la crisis política, se realizaron estudios sobre la cobertura mediática de dicha crisis:
Una encuesta del Instituto de Estudios Peruanos en 2021 reveló que el 46.6 % de los encuestados consideró que los principales canales de televisión, radio y periódicos apoyaron al partido de derechas Fuerza Popular, liderado por Keiko Fujimori. De ese encuesta, los seguidores de Fujimori preferían mayoritariamente programas políticos televisivos (65 %), contrario a los votantes de Castillo que recurrían principalmente a la radio para informarse (52 %).
Otra encuesta del IEP del 19 de diciembre de 2022, luego de la destitución de Pedro Castillo, reveló que las zonas del centro (con el 66 %), norte (53 %) y oriente (51 %) del país mostraron un nivel de desaprobación mayor hacia los medios de comunicación de Lima; mientras que en la zona sur, el 77 % de los encuestados desaprobaron la labor de la prensa nacional. Cabe señalar que Lima es la única ciudad en recibir positivamente esa labor.
Un nuevo estudio de finales de enero 2023 por IEP señaló que 6 de cada 10 encuestados muestran a los medios de comunicación nacional como «parcializados». Sobre la participación ciudadana, el 55 % de quienes no les interesan participar en políticas los percibieron parcializados, frente al 69 % de quienes intervienen activamente. De quienes se identifican con algún espectro político, en la izquierda la brecha fue mayor (un 64 % de «parcialidad» contra un 24 % de «objetividad») y en la derecha menor (un 57 % de «parcialidad» contra un 32 % de «objetividad»). En agosto de 2023, IEP realizó junto a Internews una nueva encuesta en ocho departamentos del sur de Perú, en donde el 50 % de 437 ciudadanos no confiaron en ningún medio de comunicación. Además, el 60 % de entrevistados consideró que los periodistas de Lima adaptan las noticias para cumplir los intereses de las empresas de comunicación.
Además, según Ipsos Perú en 2023, un 11 % de los participantes del sur peruano cree que los medios televisivos de cobertura nacional son confiables, otro 19 % confía más en la radio local y el 24 % decidió seguir por las redes sociales nacionales. Esta cifra es importante por el tema de percepción hacia los manifestantes; según la misma Ipsos Perú (2022) y con mayor énfasis en el sector urbano, la percepción de limeños sobre la presencia de agrupaciones radicales en las protestas (68 %) es mayor frente del resto del país (44 %).
La consultora Dinamic Company para RPP señaló que en febrero de 2023, 52 millones de cuentas en Perú vieron o leyeron alguna información en los últimos 10 días sobre la convulsión social. De las cuales, el 43.06 % de los usuarios pedían a la ciudadanía dejar de protestar y el 29.51 % de los mismos defendían el derecho a la protesta.
También en 2023, un estudio del Centro de Información y Educación para la Prevención del Abuso de Drogas (que se compartió para el proyecto CREDIBLE de la USAID) analizó el impacto de la desinformación entre los jóvenes en relación con la crisis política. En el informe, que estudió a 800 jóvenes de ese año, se afirmó que el 97.6 % de los encuestados pensaba que existía mucha información manipulada y que los diarios y las revistas eran los medios que menos confianza les inspiraban. Muchos participantes admitieron que las principales razones de la presencia de información manipulada en el país son los intereses económicos o políticos, la escasa credibilidad de la prensa y la ingenuidad de la gente, entre otros. Un detalle importante es la preferencia de los jóvenes en las redes sociales, por lo que los influenciadores locales afirmaron que buscan adecuar sus contenidos a las necesidades de este colectivo, con contenidos breves, directos, con un lenguaje coloquial y cotidiano que capte su atención y les acerque a las nuevas generaciones.
Según la encuestadora Vox Populi en 2024, el 60.84 % de los 432 participantes eligieron a los medios digitales como los más importantes para informarse (frente al 34.4 % que eligieron los tradicionales).
En 2024, la marca de papel higiénico Paracas y la empresa Boost Brand Accelerator llevaron a cabo una campaña publicitaria para señalar que en las instituciones se cometían «papelones» (escándalos políticos), en cuyos lugares posaba un vehículo con un papel gigante. El publicista Luis Cabrera justificó su motivación: «No creemos ya en la comunicación tradicional; las marcas no pueden quedarse solo en un discurso, tienen que tomar una postura». La campaña se volvió viral, ya que fue la primera de su categoría en visibilizar directamente el descontento ciudadano hacia las autoridades. La empresa Boost Brand también tenía previsto contratar a un periodista y señalar, en una entrevista de prensa, que los congresistas son responsables de cometer escándalos.